# Achter de Voort, Agelerbroek & Voltherbroek
Achter de Voort, Agelerbroek & Voltherbroek is een Natura 2000-gebied (classificatie:Beekdalen, nummer 47) in de Nederlandse provincie Overijssel.
De drie gebieden, gelegen in de gemeente Dinkelland, bestaan overwegend uit loofbossen en zijn zeer soortenrijk door de leemrijke ondergrond en waterhuishouding. De oppervlakte van het gebied is 324 ha en het wordt beheerd door Staatsbosbeheer, Landschap Overijssel en particulieren.